# گسترش الگوریتم امن هش برای اینتل
Extensions SHA اینتل مجموعه ای از بسط ها و گسترش ها می باشد که به معماری مجموعه دستورالعمل x86 اضافه شده است تا به عنوان از شتاب دهنده سخت افزاری خانواده الگوریتم امن هش (SHA) از ان استفاده شود. در معماری میکرو Intel Goldmon معرفی شده. 
AMD پشتیبانی از این دستور های را از پردازنده های سری ریزن،شروع کرد . 
هفت دستورالعمل جدید مبتنی بر SSE وجود دارد، چهار دستور برای پشتیبانی از SHA-1 و سه دستور برای SHA-256 : 
- SHA1RNDS4 ، SHA1NEXTE ، SHA1MSG1 ، SHA1MSG2
- SHA256RNDS2 ، SHA256MSG1 ، SHA256MSG2